# Уорд, Бернард Мордонт
Бернард Мордонт Уорд (англ. Bernard Mordaunt Ward); (20 января 1893 — 12 октября 1945) ― британский литератор и военный в третьем поколении. Наиболее известен как сторонник оксфордианской теории авторства произведений Шекспира и автор первой биографии о Эдуарде де Вере, 17-м графе Оксфорда.

## Биография
Уорд родился в Мадрасе, Индия, в семье офицера Бернарда Роланда Уорда (16 января 1863 ― 30 апреля 1933) и Джини Даффилд (ум. 11 апреля 1925). В возрасте 18 лет поступил кадетом в Королевское военное училище в Сандхерсте. В 1912 году получил звание второго лейтенанта и был назначен в 1-й королевский драгунский гвардейский полк. Он был произведен в звание первого лейтенанта в начале Первой мировой войны и затем дослужился до капитана за месяц до её окончания. Ушёл с действительной службы в 1927 году, но остался зачисленным в резерв. В 1939 году ушёл из запаса из-за плохого состояния здоровья. Сохранил обращение «Капитан Б.М. Уорд» до конца своей жизни. Уорд не был женат и умер 12 октября 1945 года в возрасте 52 лет.
С 1900 года отец Уорда был преподавателем в Королевском военном училище и являлся уважаемым экспертом в области военно-инженерного искусства. Он увлекался шекспировским вопросом и был одним из основателей общества Shakespeare Fellowship, члены которого занимались исследованием вопроса об авторстве произведений Шекспира. Бернард Уорд опубликовал ряд статей и книгу на эту же тему. Уорд последовал за своим отцом в его нестратфордианскоом направлении, но отдавал предпочтение Оксфорду как истинному автору, находясь под влиянием работы Джона Томаса Луни "Shakespeare" Identified in Edward De Vere, the seventeenth earl of Oxford (1920).
Уорд также был председателем Abbotsholme Association, организации развития Эбботсхолмской школы, частного пансионата и дневной школы в Рочестере, Стаффордшир. В 1934 году он написал книгу об основателе школы Сесиле Редди, тем самым пытаясь поддержать его в споре о руководстве над учебным заведением.

## Теории авторства произведений Шекспира
В 1925 году Уорд утверждал, что автором работы по риторике и поэтике под названием The Arte of English Posie, оказавшей большое влияние на развитие английской литературы, был не Джордж Паттенхэм, как это принято считать, а Джон Ламли, известный коллекционер книг и произведений искусства. Теория Уорда была «безжалостно» опровергнута Виллкоком и Уокером в их совместно критическом труде в 1936 году.
Уорд опубликовал несколько статей в научных журналах, в которых доказывал, что Оксфорд был автором ряда произведений, приписываемых английскому поэту Джорджу Гаскойну. В 1926 году под его редакцией издаётся сборник A Hundreth Sundry Flowres Гаскойна, в введении к которому Уорд изложил свою теорию о том, что изначально сборник был составлен Эдуардом де Вером, 17-м графом Оксфорда. Уорд утверждал, что Оксфорд  написал некоторые из стихов, представленных в сборнике, и раскрыл своё авторство, используя акростих. Имя «Эдуард де Вер» якобы было зашифровано в одном из стихотворений. Все его домыслы были опровергнуты учёными шекспироведами, хотя теория Уорда относительно Гаскойна до сих пор поддерживается некоторыми современными оксфордианцами.

## Граф Оксфорд в качестве кандидата на авторство произведений Шекспира
В 1923 году Уорд начал искать в архивах доказательства авторства Оксфорда. В 1928 году он опубликовал внушительную по размерам биографию Оксфорда, направленную на восстановление репутации графа. Издательство, к которому обратился литератор, запретило ему явно склоняться в пользу оксфордианской теории, поэтому ему пришлось довольствоваться молчаливой поддержкой, изображая Оксфорда выдающимся человек эпохи Возрождения: образованный, путешественник, придворный, полководец, ученый, поэт, драматург, меценат, театральный антрепренёр — одним словом, идеально подходящий портрет для автора произведений Уильяма Шекспира, как писал Д. Луни. На протяжении всего 20 века Уорд был единственным человеком, который составил биографию Оксфорда, пока Алан Нельсон не опубликовал Monstrous Adversery в 2003 году.
Биография, составленная Уордом, подверглась критике со стороны историков. По их мнению, Уорд вычеркивал все неблаговидные аспекты жизни Оксфорда и пытался представить его в более благоприятном свете, чем он на самом деле был, преувеличивая военные и литературные достижения графа. Алан Нельсон утверждал, что Уорд «скорее был агиографом, нежели историком».
Также Уорд вместе со своим другом Перси Алленом развивал теорию о «принце Тюдоре», доказывая, что у Оксфорда был сын от королевы Елизаветы I. Уорд и Аллен полагали, что эта тайна раскрывалась в закодированном виде в трудах, опубликованных под именем Шекспира. В отличие от Аллена, Уорд никогда не публиковался на эту тему.

## Публикации
- "The Authorship of the Arte of English Posie: A Suggestion", RES I (1925) pp. 284–308.
- A Hundreth Sundrie Flowres From the Original Edition of 1573, London: F. Etchells and H. Macdonald, 1926
- The Seventeenth Earl of Oxford (1550–1604) from Contemporary Documents, London: Murray, 1928.
- "The Famous Victories of Henry V: Its Place in Elizabethan Dramatic Literature," RES, IV (1928), pp. 270–94.
- "Queen Elizabeth and William Davison", English Historical Review (1929) 44, pp. 104–6.
- Reddie of Abbotsholme, London: Allen & Unwin, 1934.